# Üchtelhausen
Üchtelhausen là một đô thị và community trong huyện Schweinfurt bang Bayern, Đức.